# Breuvannes-en-Bassigny
Breuvannes-en-Bassigny é uma comuna francesa na região administrativa de Grande Leste, no departamento de Haute-Marne. Estende-se por uma área de 48,55 km². Em 2010 a comuna tinha 693 habitantes (densidade: 14,3 hab./km²).